# Premio La Linares de Novela Breve
El Premio La Linares de Novela Breve es un galardón literario de Ecuador que se entrega de forma anual a una novela corta inédita en español. El premio se entregó por primera vez en 2015, conmemorando el aniversario 40 de la publicación de la novela corta La Linares, del escritor ecuatoriano Iván Égüez. El concurso es organizado por la Campaña de Lectura Eugenio Espejo.
Es considerado uno de los premios literarios más reconocidos de Ecuador. Cada año, el ganador del certamen recibe como premio 6000 dólares estadounidenses y la distribución masiva del libro como parte de la red de publicaciones de la Campaña de Lectura Eugenio Espejo.

## Lista de novelas galardonadas
| Edición | Año  | Obra                           | Autor                        | Menciones de honor | Ref.        |
| ------- | ---- | ------------------------------ | ---------------------------- | --- | ----------- |
| I       | 2015 | La familia del Dr. Lehman      | Sandra Araya                 | - Abierta sigue la noche de Carla Badillo Coronado - El cuaderno azul de Fernando Tinajero - Un hombre futuro de Ernesto Carrión                            | [ 3 ] [ 4 ] |
| II      | 2017 | Concurso declarado desierto.   | Concurso declarado desierto. | - La sincronicidad azarosa de los trenes de Luis Alberto Bravo - Los juguetes que perdimos en el camino de Roberto Ramírez Paredes - Adela de Modesto Ponce | [ 5 ]       |
| III     | 2018 | Concurso declarado desierto.   | Concurso declarado desierto. | - Siberia de Daniela Alcívar Bellolio - Paruso de Carlos Vásconez                                                                                           | [ 6 ]       |
| IV      | 2019 | Amoríos                        | César Hermida                | - El buen ladrón de Marcelo Báez - Alcatraz de Jakk Cabrera                                                                                                 | [ 7 ]       |
| V       | 2020 | Sonata para jaibas y cangrejos | Dalton Osorno                | N/A | [ 2 ]       |
| V       | 2020 | Firmamento                     | Hans Behr                    | N/A | [ 2 ]       |
| VI      | 2022 | El sótano                      | Juan Carlos Moya             | - Enseñar a fumar a las niñas de Leo López - La voz infinita de Sandino Burbano                                                                             | [ 8 ] [ 9 ] |
| VII     | 2023 | Nadie le cree                  | Ernesto Torres               | - Once contra once de Edison Gabriel Paucar | [ 10 ]      |